# Cantó de Les Riceys
El cantó de Les Riceys és un cantó francès del departament de l'Aube, situat al districte de Troyes. Té 7 municipis i el cap és Les Riceys.

## Municipis
- Arrelles
- Avirey-Lingey
- Bagneux-la-Fosse
- Balnot-sur-Laignes
- Bragelogne-Beauvoir
- Channes
- Les Riceys

## Història
| Data d'elecció                           | Identitat          | Partit            | Qualitat |
| ---------------------------------------- | ------------------ | ----------------- | -------- |
| 1945-1951                                | M. Souverain       | SFIO              |          |
| 1951-19..                                | Henri Gauthier     | Divers droite-RPF |          |
| 19..-1958                                | M. Bonnet          | Divers gauche     |          |
| 1958-1970                                | M. Breugnot        | Divers droite     |          |
| 1970-1988                                | Robert Galley      | UDR, després RPR  |          |
| 1988-                                    | Jean-Claude Mathis | RPR, després UMP  |          |
| les dades anteriors no són pas conegudes |                    |                   |          |
|                                          |                    |                   |          |

## Demografia
| A partir de 1990: Població sense dobles comptes |